# 19129 Loos
19129 Loos è un asteroide della fascia principale. Scoperto nel 1988, presenta un'orbita caratterizzata da un semiasse maggiore pari a 2,6486695 UA e da un'eccentricità di 0,1317250, inclinata di 5,87302° rispetto all'eclittica.